# Philharmonia Zenekar
A  Philharmonia Zenekar (Philharmonia Orchestra)  1945-ben Walter Legge, az EMI zenei producere által alapított londoni székhelyű  szimfonikus zenekar, az Egyesült Királyság zenei életének világszintű  együttese. 1995 óta a Royal Festival Hall rezidens zenekara, ahol egy évadban több mint 40 koncertet ad. A kezdetektől a zenekarral fellépő neves karmesterek között volt Arturo Toscanini, Richard Strauss, Wilhelm Furtwängler, Carlo Maria Giulini és Herbert von Karajan.  

## Története

### Alapítás, első évtized
A zenekart 1945-ben az EMI zenei producere, Walter Legge alapította, a kezdeti elképzelések szerint elsődlegesen lemezfelvételek készítésére. Legge korábban a Royal Opera House-nál Sir Thomas Beecham asszisztense volt, szándéka szerint a létrehozott új együttes lemezfelvételek készítésén túl opera előadások és élő koncertekre is alkalmas volt. Bemutatkozó koncertjüket 1945. október 25-én adták Sir Thomas Beecham vezényletével, viszont Beecham a felkínált vezető karmesteri pozíciót nem fogadta el, inkább újabb saját zenekart alapított, a Royal Filharmonikus Zenekart.
A zenekar vezetője Walter Legge lett, ugyanakkor az EMI producereként Legge-t 1945-től tevékenysége nagymértékben Bécshez kötötte, így már a kezdeti években a zenekar élvonalbeli vendégkarmesterekkel lépett fel, mint Arturo Toscanini, Richard Strauss és Wilhelm Furtwängler, jelentős szerepet kapott Herbert von Karajan, bár nem kapta meg hivatalosan a vezető karmesteri posztot. 
Közreműködésükkel az együttes a világ élvonalbeli zenekarai közé került, számos lemezfelvételt készítettek, többek között Herbert von Karajan vezényletével Beethoven összes szimfóniáit.

### 1954-től

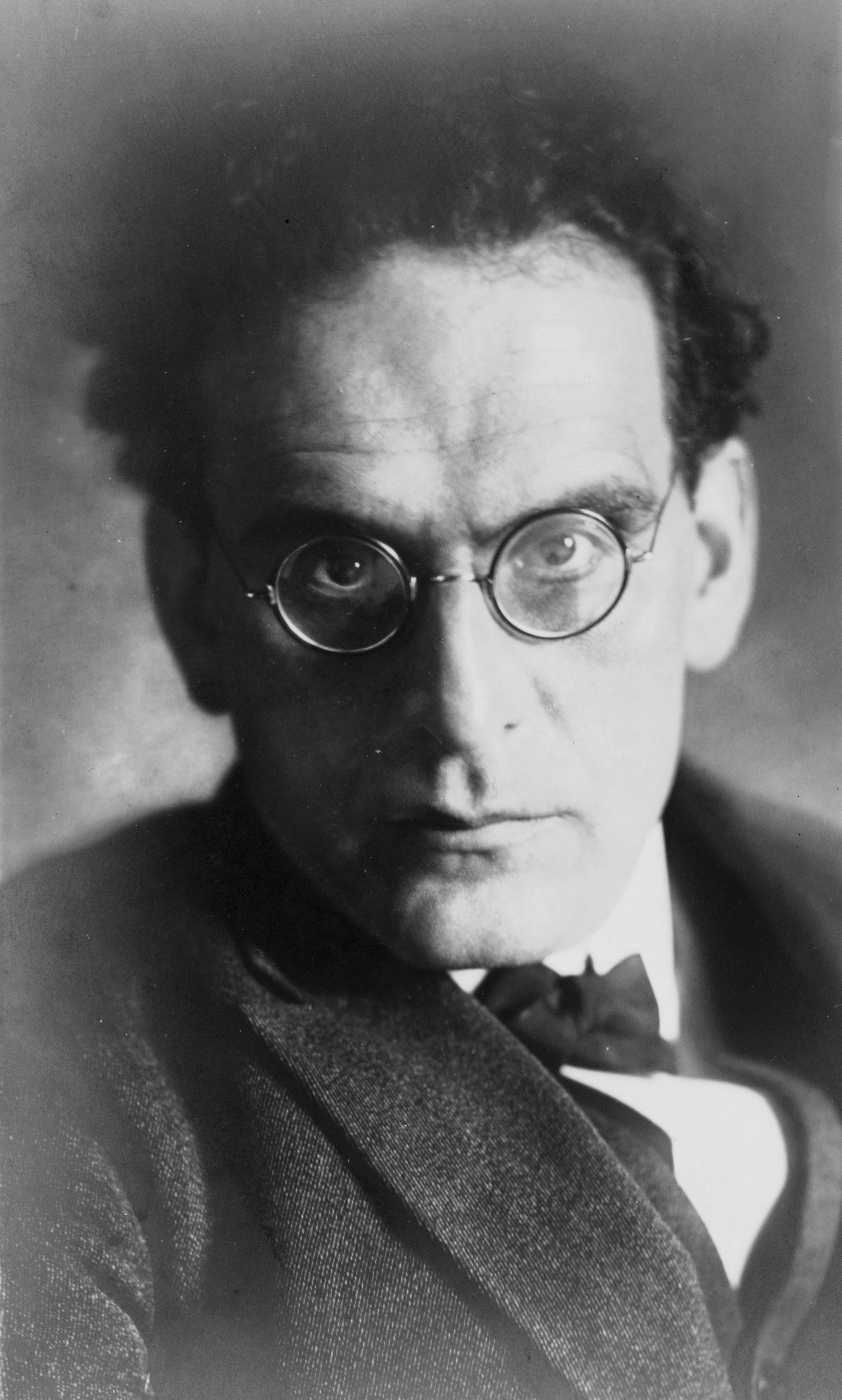
Otto Klemperer, a zenekar első vezető karmestere

Miután 1954-ben Furtwängler halála után Karajan a Berlini Filharmonikusok élére került, a zenekar első kinevezett vezető karmestere Otto Klemperer lett.
1964-ben Legge fel akarta oszlatni a zenekart, a zenekart megmentendő Klemperer jelentős támogatása mellett a 80 tagú együttes önfenntartó szervezetté alakult át, felvette a New Philharmonia Orchestra nevet. 1964 október 24-én adott első koncertjük műsorán Beethoven IX. szimfóniája volt Otto Klemperer vezényletével. Ebben az időszakban már lényegesen több élő koncertet adtak, mint a zenekar első két évtizedében, 1977-től nevük újból az alakuláskor felvett név, azaz Philharmonia Orchestra lett.

### 21. század

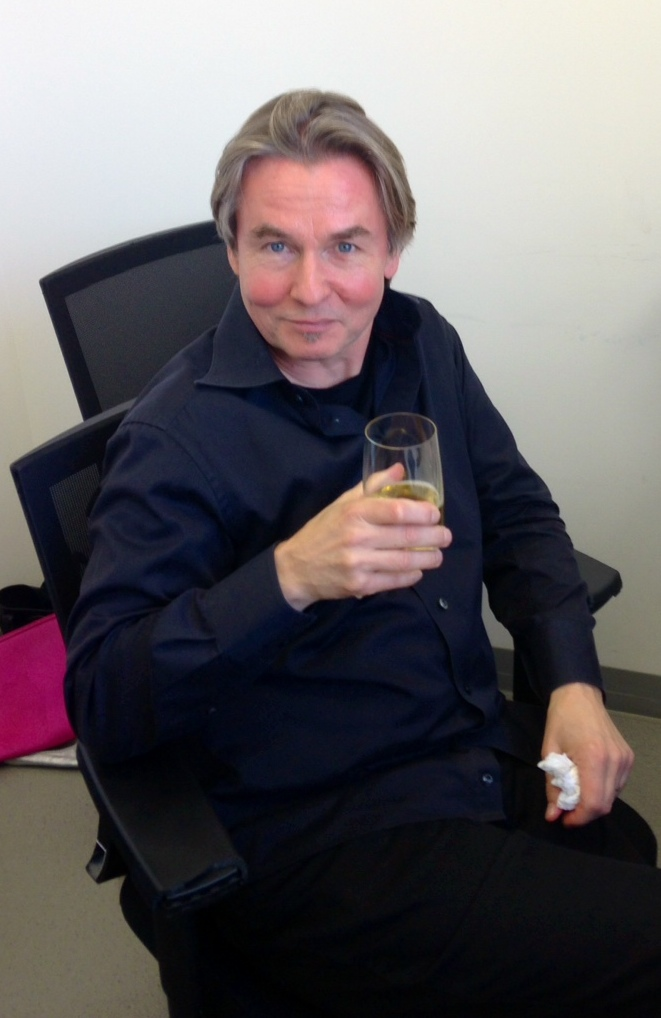
Esa-Pekka Salonen 2008. óta a zenekar vezető karmestere

A hagyományos szimfonikus zenekari szerepkörön kívül - londoni állandó koncert fellépések, Anglia szerte adott koncertek, nemzetközi turnék Észak-Amerikában, Japánban, Tajvanon - a zenekar nyitott a technológiai újításokra is.
Esa-Pekka Salonen vezető karmester és a zenekar tevékenységének egyik központi része a digitális interaktív zenei kezdeményezések támogatása, melynek célja a koncertélmény koncerttermeken kívülre történő eljuttatása. A Virtual Orchestra lehetőségeitől az audió-vizuális kivetítőkön és interaktív zenei játékokon át többek között a MusicLab projekt keretén belül próbál egy szélesebb hallgatóságot megnyerni.
Digitális kezdeményezéseiket a Royal Philharmonic Society több elismerése kísérte.

## Vezető karmesterek
- Otto Klemperer (1959–1973)
- Riccardo Muti (1973–1982)
- Giuseppe Sinopoli (1984–1994)
- Christoph von Dohnányi (1997–2008)
- Esa-Pekka Salonen (2008–)

A zenekar nevéhez szorosan kapcsolódó neves karmesterek között volt Lorin Maazel, szintén mint vezető karmester, Sir Charles Mackerras, első számú vendégkarmester, Kurt Sanderling és Giuseppe Sinopoli zenei igazgató.

## Névhasználat
Az alapításkor felvett Philharmonia Orchestra nevet 1964-ben New Philharmonia Orchestra-ra változtatták, majd 1977-ben visszaváltoztatták eredeti nevükre, azóta újból Philharmonia Orchestra néven szerepelnek.

## Fordítás
Ez a szócikk részben vagy egészben  a    Philharmonia Orchestra  című angol Wikipédia-szócikk ezen változatának fordításán alapul.  Az eredeti cikk szerkesztőit annak laptörténete sorolja fel. Ez a jelzés csupán a megfogalmazás eredetét és a szerzői jogokat jelzi, nem szolgál a cikkben szereplő információk forrásmegjelöléseként.